# St Martin-in-the-Fields
St Martin-in-the-Fields är en kyrka i nordöstra hörnet av Trafalgar Square i City of Westminster i London. Kyrkan tillhör Engelska kyrkan och är tillägnad Martin av Tours.

## Historia

### Romersk tid
Vid utgrävningar vid kyrkan 2006 upptäcktes en grav från omkring 410. Platsen ligger utanför stadsgränsen till det romerska Londinium. Detta går helt i linje med romerskt bruk, men platsen ligger anmärkningsvärt långt från staden, vilket ger utrymme att uppvärdera Westminsters betydelse vid den tiden. Begravningsplatsen kan eventuellt markera ett kristet center vid den tiden.

### Medeltiden till Tudor-eran
Det tidigaste omfattande omnämnandet av kyrkan kommer från 1222, då en dispyt uppstod mellan abboten i Westminster Abbey och biskopen av London om under vems styre den låg. Det beslutades att kyrkan tillhörde Westminster och den användes av munkar knutna dit.
Kyrkan återbyggdes 1542 av Henrik VIII för att pestdrabbade i området inte skulle behöva passera genom hans Whitehall Palace. På den här tiden låg kyrkan verkligen ute på fälten så som namnet anger ("in the fields"), på en isolerad plats mellan städerna London och Westminster.
Flera kända personer begravdes vid kyrkan under den här tiden, bland andra Robert Boyle och Nell Gwynne.

### Den nuvarande kyrkan

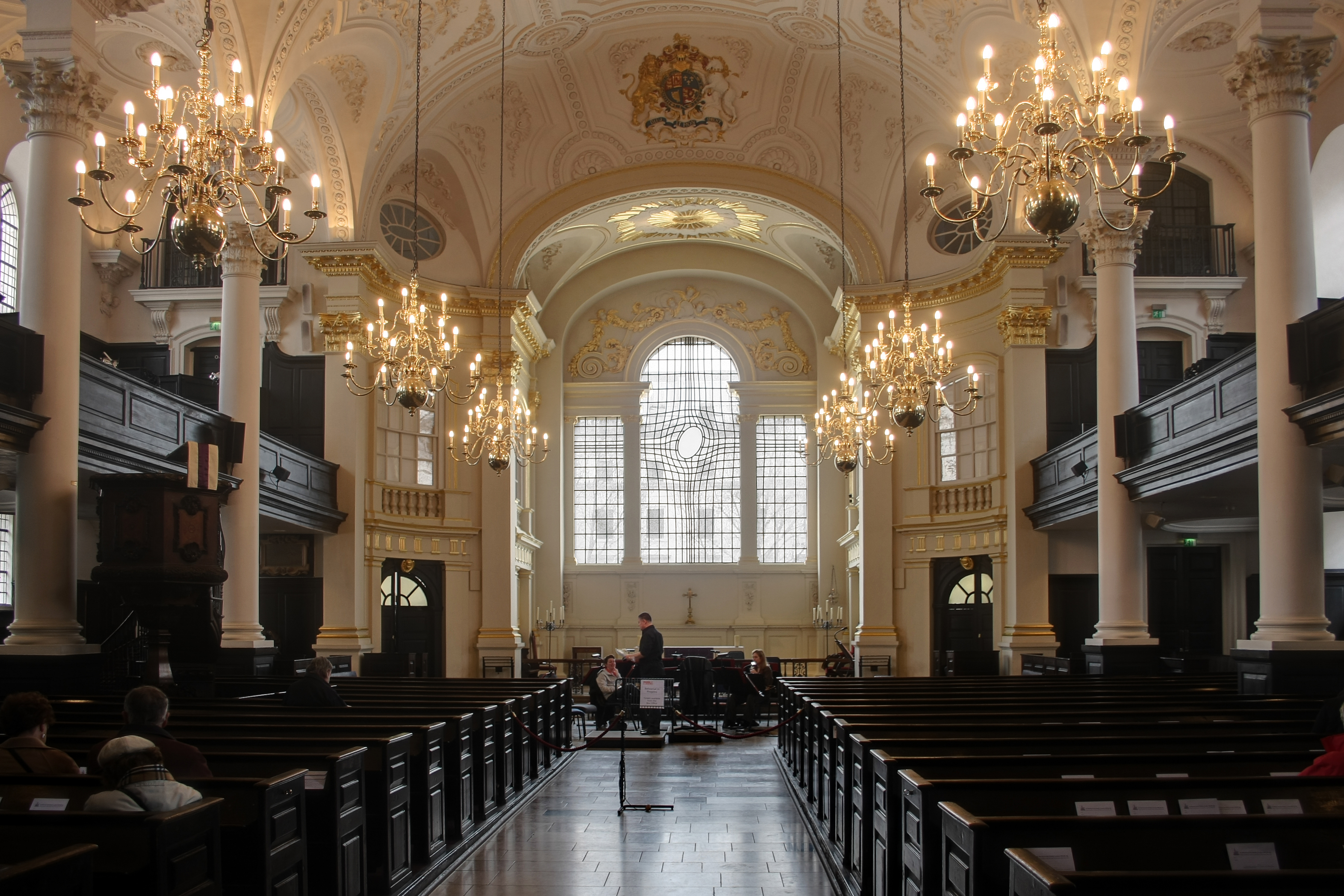
Interiör

Kyrkan överlevde den stora branden i London 1666 som inte sträckte sig ut till Westminster. I stället ersattes den gamla kyrkan av en ny byggnad ritad av James Gibbs 1721 och färdigbyggd fem år senare. Formgivningen fick till en början utstå mycket kritik, men kom med tiden att bli mycket berömd och ofta kopierad, särskilt i USA. Kyrkan är i det närmaste rektangulär, med en stor fronton i klassisk stil, uppburen av en rad enorma korintiska kolonner. Det höga tornet kröns av en förgylld krona. Gibbs förefaller ha inspirerats av Christopher Wren; interiört är St Martin-in-the-Fields mycket lik St James i Piccadilly.
Flera kända personer under 1800-talet begravdes på den kyrkogård som då låg i anslutning till kyrkan. Bland dessa kan nämnas skulptören Louis-François Roubiliac och möbelsnickaren Thomas Chippendale.
Kyrkan har en nära relation till kungahuset och är deras församlingskyrka. Även banden till Amiralitetet som ligger inom församlingens gränser är starka. Trafalgar Square styrker denna koppling och kyrkan hissar Royal Navys örlogsflagga i stället för den brittiska unionsflaggan. Enligt tradition ringer kyrkans klockor för att proklamera vunna sjöslag.

## Kyrkans roll i nutid
På grund av sitt läge är St Martin-in-the-Fields en av Londons mest kända kyrkor utan katedralstatus. Kyrkans ethos formulerades "Church of the Ever Open Door" (Kyrkan med ständigt öppen dörr) av Dick Sheppard som var kyrkoherde i början på 1900-talet. Formuleringen syftar på församlingens diakonala arbete med hemlösa, vilket startade under Sheppards tid och alltjämt är något som kyrkan är välkänd för.
Kyrkan är även känd för regelbundna konserter vid lunchtid och kvällstid. Flera ensembler framträder i kyrkan, inklusive Academy of St Martin in the Fields som grundades av Neville Marriner och St Martins dåvarande musikledare John Churchill.

### Kryptan
I kyrkans krypta finns ett välbesökt kafé där det bland annat anordnas jazzkonserter. I kryptan finns också ett konstgalleri och en presentbutik.